# Woodlands House
Woodlands House ist eine Villa in der schottischen Kleinstadt Galashiels in der Council Area Scottish Borders. 1990 wurde das Bauwerk in die schottischen Denkmallisten in der höchsten Denkmalkategorie A aufgenommen. Des Weiteren bildet es zusammen mit mehreren Außengebäuden ein Denkmalensemble der Kategorie A.

## Geschichte
Die Villa wurde um 1855 im historisierenden Italianate-Stil erbaut. Im Jahre 1880 erwarb James Sanderson, der im selben Jahr die nahegelegene Wollmühle Comelybank Mill aufgekauft hatte, Woodlands House. Vier Jahre später beauftragte er den Edinburgher Architekten George Henderson mit der Überarbeitung und Erweiterung der Villa. Diese Arbeiten im neo-elisabethanischen Stil dominieren das heutige Aussehen des Gebäudes. Mit der Elektrifizierung von Sandersons Mühle wurde ein unterirdisches Kabel zu Woodlands House verlegt, das damit zum ersten Wohngebäude mit elektrischer Beleuchtung in Galashiels wurde. Im Jahre 1979 wurde die Villa zunächst zu einem Hotel umgebaut, bevor sie 2005 wieder in den Zustand eines privaten Wohnhauses zurückversetzt wurde.

## Beschreibung
Woodlands House liegt abseits der Windyknowe Road westlich des Zentrums von Galashiels. Bei der ursprünglichen Villa handelte es sich um ein zweistöckiges Gebäude mit einem einstöckigen, L-förmigen Wirtschaftsflügel. Im Zuge der Umbaumaßnahmen wurde Woodlands House um ein weiteres Stockwerk aufgestockt. Neben dem dominierenden elisabethanischen Stil weist die Gestaltung auch tudorgotische Elemente auf. Diese treten insbesondere im Innenraum zutage. Die herrschaftliche Eingangshalle ist holzvertäfelt und mit einem ebenfalls vertäfelten offenen Kamin sowie einer vierbögigen Arkade gestaltet. Während der Salon mit Stuckornamenten, Pilastern und Fries ausgestaltet ist, weist der Speisesaal Elemente des Neorokokos auf. In beiden Räumen sind offene Kamine aus Alabaster installiert.